# Ceratogomphus triceraticus
Ceratogomphus triceraticus là một loài chuồn chuồn ngô thuộc họ Gomphidae. Nó là loài đặc hữu của Nam Phi. Môi trường sống tự nhiên của nó là các con sông. Nó bị đe dọa do mất nơi sống.